# Universitetet i Leiden
Universitetet i Leiden (holländska: Universiteit Leiden, latin: Academia Lugduno-Batava) är Nederländernas äldsta universitet, beläget i Leiden. Universitetet har ungefär 25 800 studenter.

## Bakgrund
Universitetet i Leiden grundades 1575 av Vilhelm I av Oranien; Huset Nassau-Oranien och universitetet har fortfarande nära band. I dess tidiga historia knöts högt framstående forskare till universitetet, och det fick snart rykte som ett av de främsta lärosätena i Europa. Det var vid detta universitet som René Descartes teorier fick sitt första genombrott, och det blev även ett centrum för filologi, botanik och medicinsk vetenskap. Till skillnad från universiteten i Frankrike och Italien, blev Leiden även ett starkt fäste för protestantismen; när Justus Lipsius konverterade till katolicismen 1590 fick han troligen lämna sin professur vid universitetet.
Dess första campus var vid St Barbaras kloster, men det flyttade 1581 till De vita nunnornas kloster. Byggnaden förstördes 1616, men universitetet besitter ännu den platsen.
Bland de mest berömda institutionerna vid universitetet är observatoriet från 1633, naturhistoriska museet med den anatomiska teatern, historiska museet (Museum van Oudheden) samt Hortus Botanicus. Universitetsbiblioteket har mer än 3,5 miljoner böcker.
Det är medlem av Coimbragruppen, Europaeum och League of European Research Universities.

## Galleri

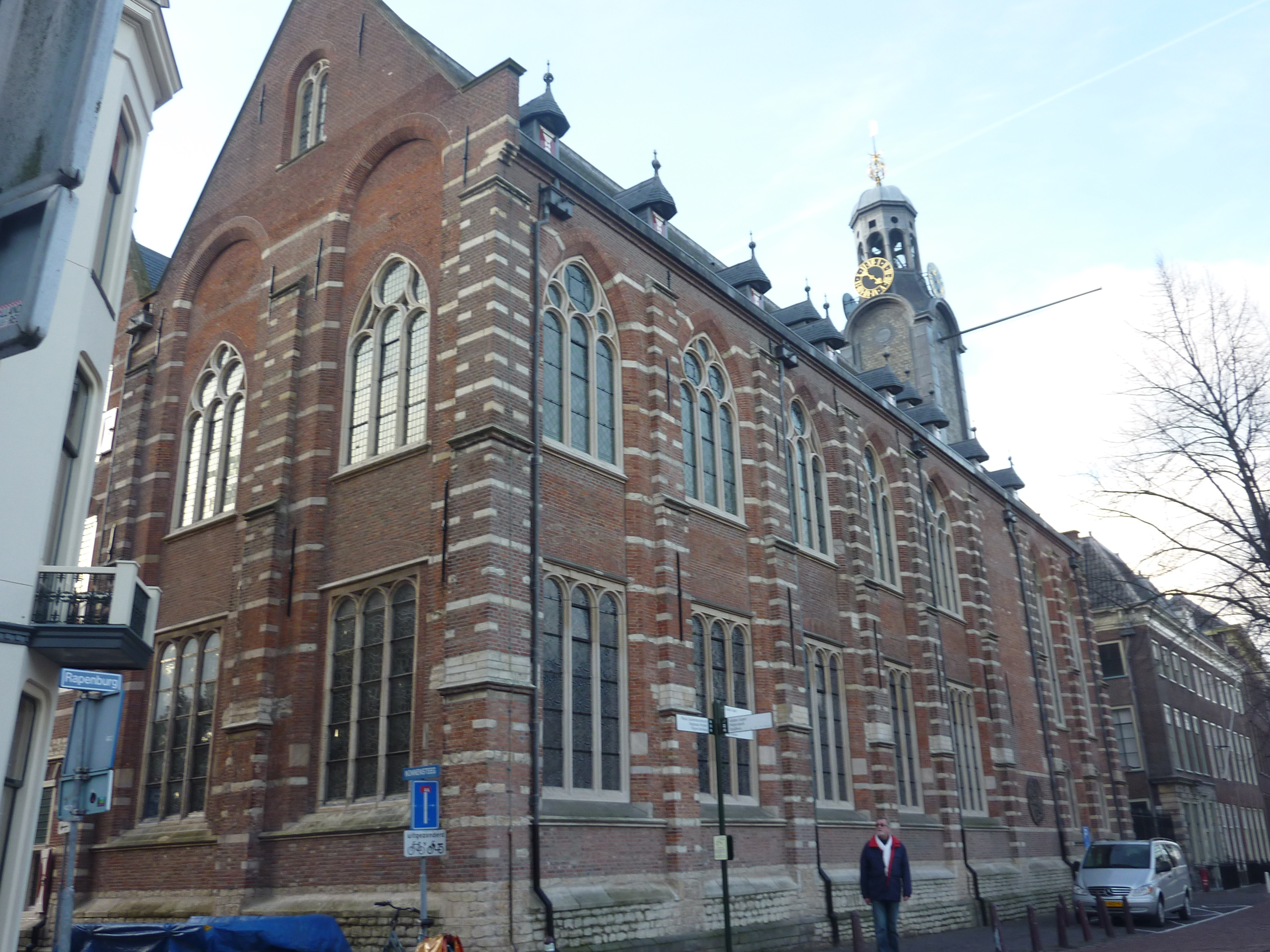
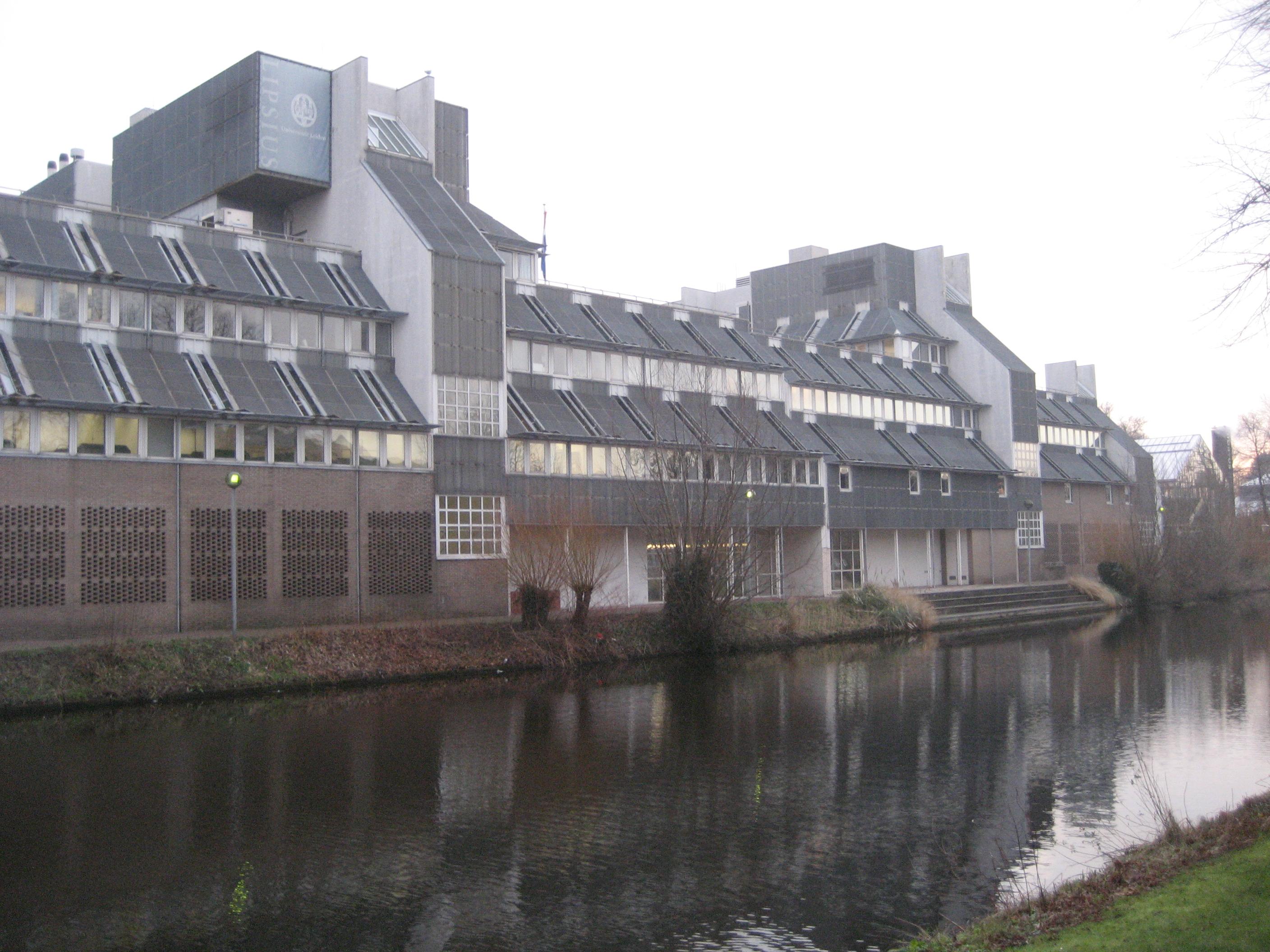
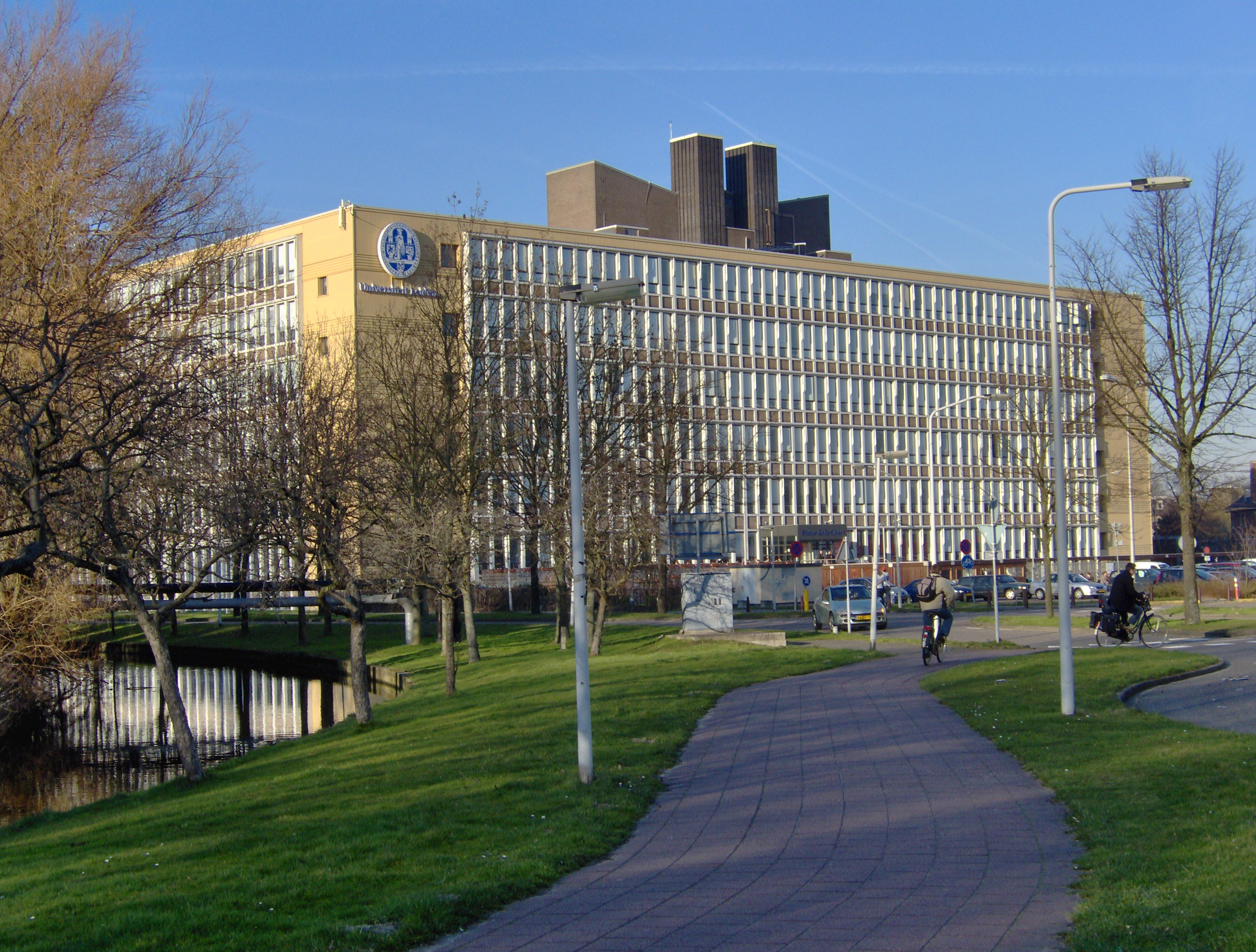
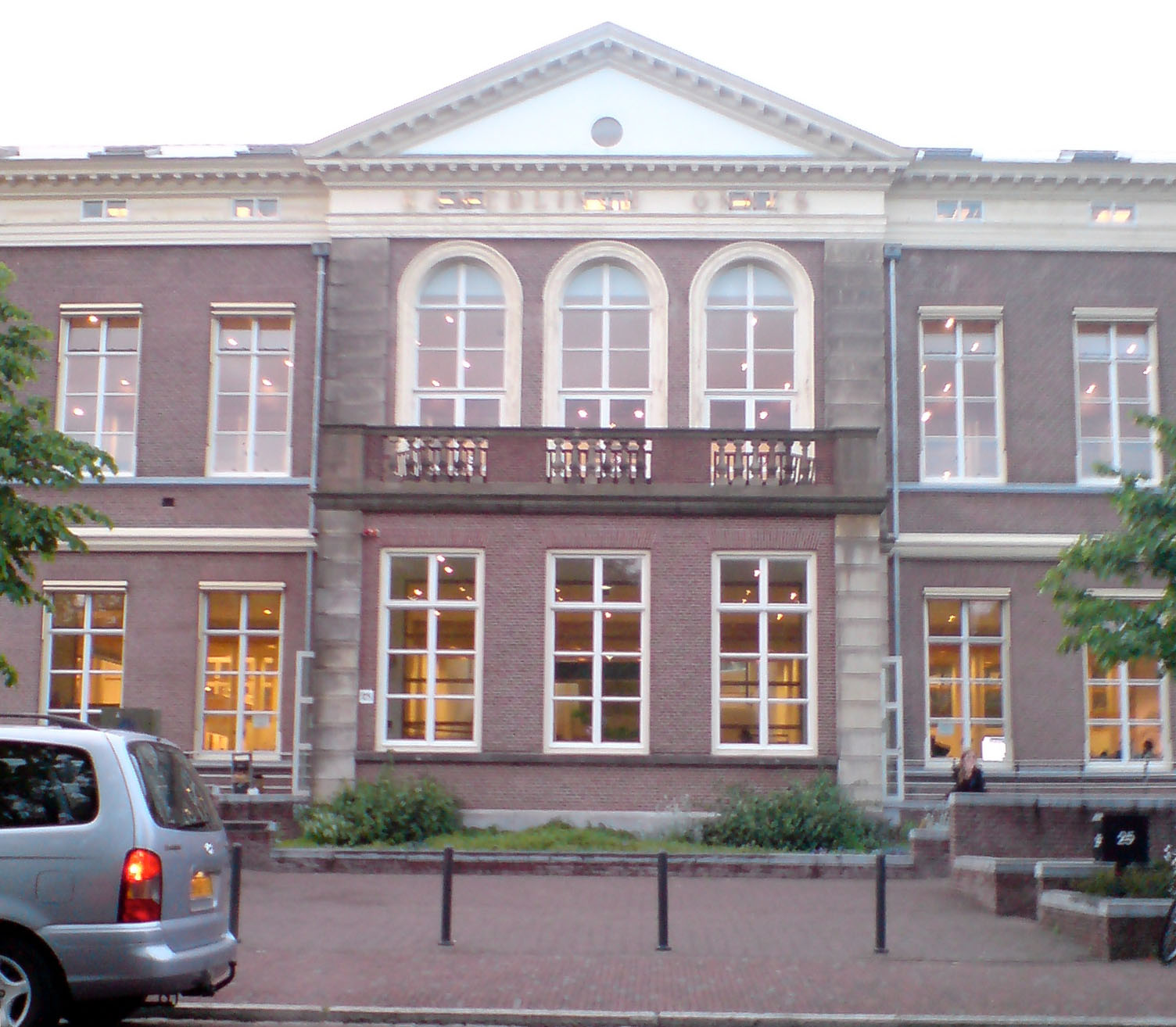
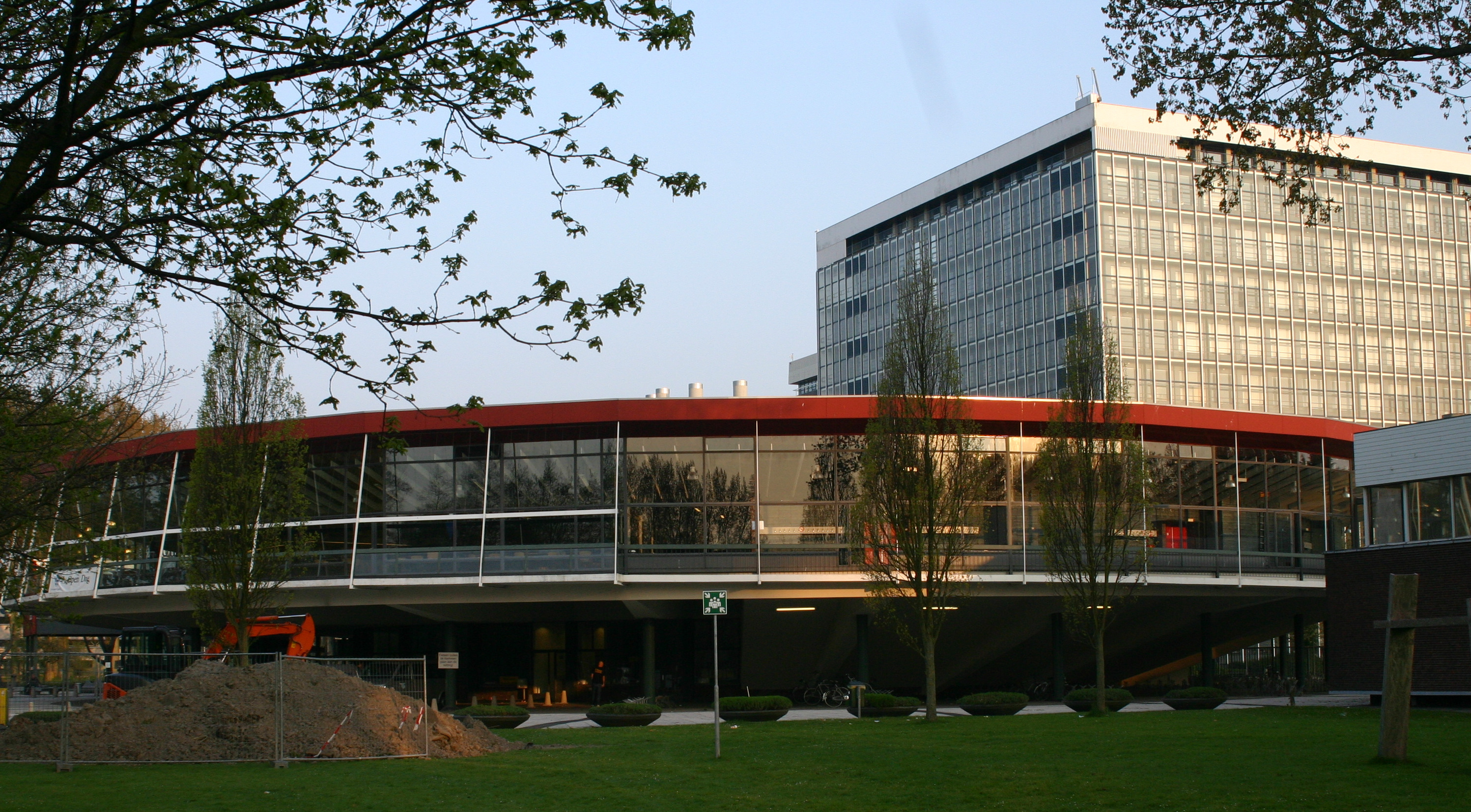
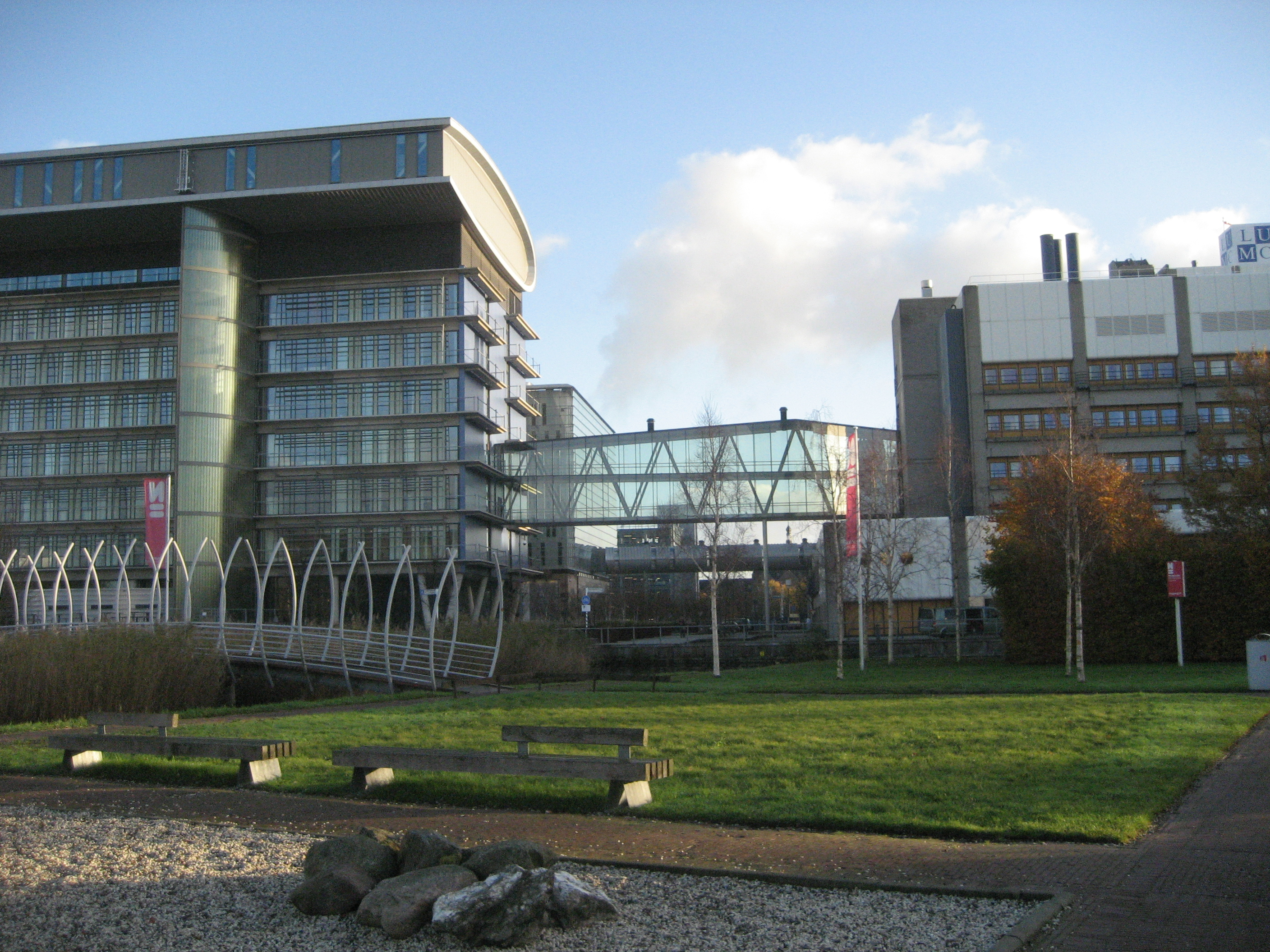
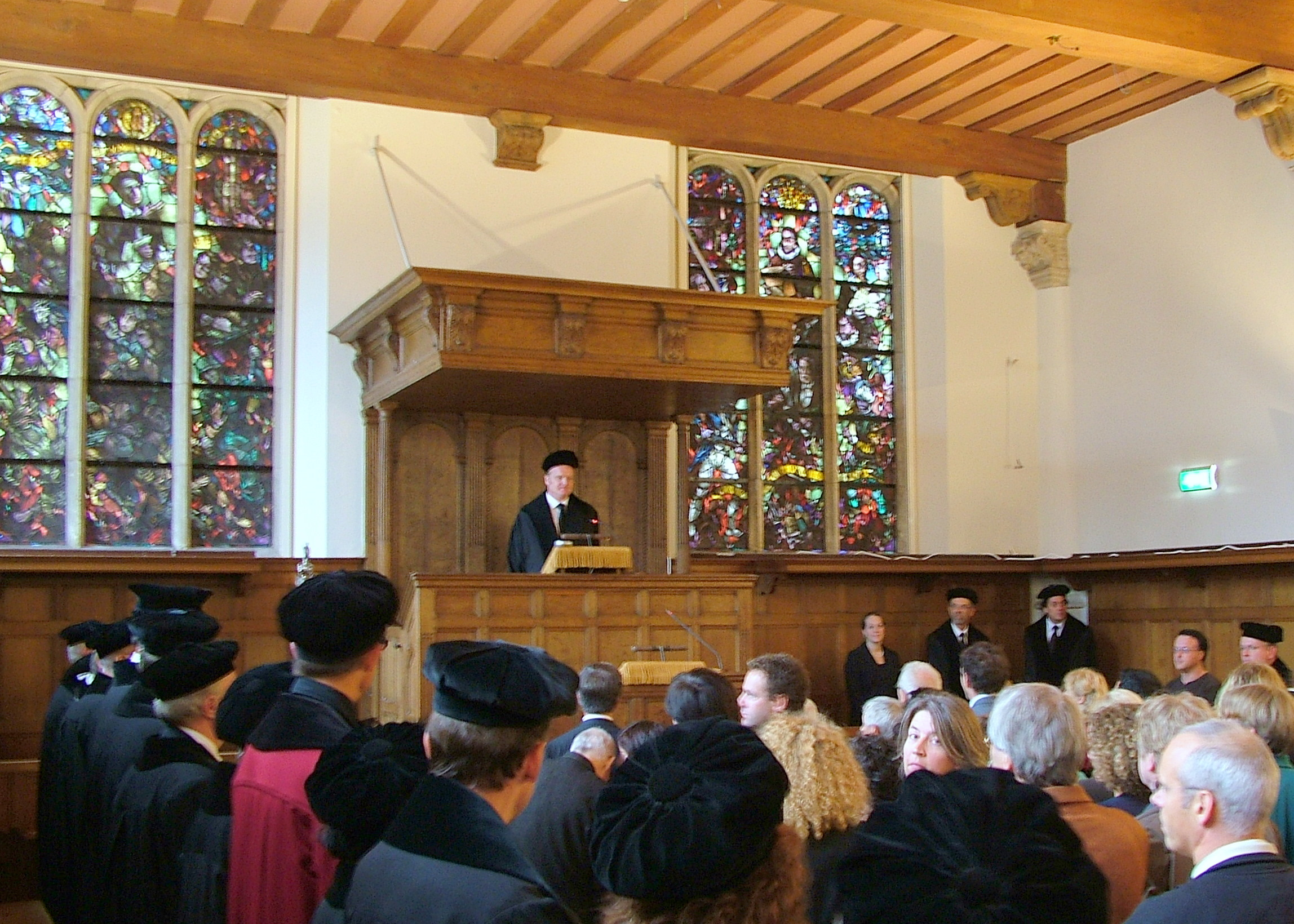